# Брънеците
Бръ̀неците е село в Северна България, община Габрово, област Габрово.

## География
Село Брънеците се намира на около 4 km североизточно от центъра на областния град Габрово. Разположено е в югоизточните подножия на платото Стражата. Климатът е умерено – континентален, отличаващ се със студена зима и сравнително топло лято. Релефът е раздвижен, с надморски височини между около 430 m в южната част и 455 – 460 m в северната.
Общински път свързва на запад Брънеците с Габрово и чрез връзка на североизток с първокласния републикански път I-5 – със село Донино, а черен път го свързва с близкото от изток село Копчелиите.
На около 0,7 km южно от селото се намира спирка Иванковци на второстепенната железопътна линия Царева ливада – Габрово, разклонение на главната железопътна линия № 4 Русе – Подкова.
Населението на село Брънеците, наброявало 101 души при преброяването към 1934 г. и 103 към 1946 г., намалява до 25 към 1992 г., а към 2019 г. наброява (по текущата демографска статистика за населението) 29 души.

## История
През 1995 г. дотогавашното населено място колиби Брънеците придобива статута на село..

## Население
Преброяване на населението през 2011 г.
Численост и дял на етническите групи според преброяването на населението през 2011 г.:
|                     | Численост | Дял (в %) |
| Общо                | 36        | 100,00    |
| Българи             | 33        | 91,66     |
| Турци               | 0         | 0,00      |
| Цигани              | 0         | 0,00      |
| Други               | 0         | 0,00      |
| Не се самоопределят | 0         | 0,0       |
| Неотговорили        | 3         | 8,33      |